# بتای پرسفونه
بتای پرسفونه گونه ای از ماهی هزارتویی بومی کشور مالزی است که تنها در ایالت جوهور دیده میشود.  لقب خاص این بتا از الهه یونانی پرسفونه ، ملکه دنیای مردگان گرفته شده است، که استعاره‌ای از رنگ سیاه این ماهی است. 

## مراجع
1. ↑  Low, B.W. (2019). "Betta persephone". IUCN Red List of Threatened Species. IUCN. 2019: e.T2779A91308319. doi:10.2305/IUCN.UK.2019-2.RLTS.T2779A91308319.en. Retrieved 20 November 2021.
2. ↑  "Betta persephone". International Betta Congress Species Maintenance Program. Archived from the original on 2013-04-15. Retrieved 2006-07-01.

## لینک های خارجی
- عکس های برنامه نگهداری گونه های کنگره بین المللی بتا